# 杜阿尔特峰
杜阿尔特峰（西班牙語：Pico Duarte）是加勒比地区的最高峰，海拔3,098米，位于多米尼加共和国的中央山脉，伊斯帕尼奥拉岛东部。杜阿尔特峰所在的山脉一直延伸到西部的海地，山脉两侧以谷地为主。

## 历史
1851年，英国探险家及植物学家罗伯特·赫尔曼·尚伯克成功登顶，成为第一个有记录的登顶者。当时他将本山命名为蒂纳山（Monte Tina），估计高度有3,140米。1012年，迈克尔·斯特朗重新测定，确定杜阿尔特峰为全岛的最高峰。

## 地理
杜阿尔特峰在20世纪90年代中期之前一直受到争议，当时被确认为3175米。2003年，研究人员通过GPS技术重新测定山峰高度为3098米。而多米尼加政府根据多位登山者通过GPS测量的数据确定，官方在地图上标注的山峰海拔为3,087米。但SRTM的卫星视图仍认为专家的测量结果更为精确。
山区周边以谷地为主，东南为平原，北部为谷地。当地分布有铝土、铜、铁、镍、金、银、石油等矿产资源。